# Afgooye
Afgooye é uma cidade da Somália localizada na região de Shabeellaha Hoose. A cidade é cortada pelo rio Shabelle.
Afgooye está situada a 30 km de Mogadíscio.
- Coordenadas: 02° 07' 60" Norte e 45° 07' 60" Leste
- Altitude: 81 metros